# Cemitério do Santíssimo Sacramento da Catedral de São Paulo
O Cemitério do Santíssimo Sacramento da Catedral é uma pequena necrópole da cidade de São Paulo, localizado em uma ponta do Cemitério do Araçá, no bairro Sumaré.
Inaugurado em 1899, o Cemitério Santíssimo Sacramento foi criado afim de sepultar apenas membros da Irmandade do Santíssimo Sacramento. Idealizado pelo Conde José Vicente de Azevedo, o cemitério representava a aspiração de devotos pelo “solo sagrado” na cidade de São Paulo. Proposta diferente dos cemitérios públicos, que se tornaram laicos com a Constituição Republicana de 1891 e a separação do Estado e a Igreja. 
É uma Necrópole paulistana administrada pela Irmandade de São Pedro dos Clérigos, onde são sepultados Padres, Cônegos e Monsenhores. 
O Cemitério também possui uma variedade de túmulos comunitários ocupados pela comunidade católica, que sepulta seu padres e freiras. 
Possui uma bela capela na entrada e um acervo de obras tumulares, criadas por artistas do século XIX.  
Apesar de ser considerado um solo católico, o terreno também acolhe túmulos de famílias que não estão ligadas à Igreja. 
1. ↑  http://www.cemiterio.net/cemiterio-santissimo-sacramento/
2. ↑  http://sao-paulo.estadao.com.br/noticias/geral,no-cemiterio-do-santissimo-imp-,875656